# Fotbalistul croat al anului
Premiul tricoul galben Sportske Novosti este un premiu acordat anual din 1992 de un cotidian croat Sportske novosti.  Este acordat celui mai bun fotbalist din campionatul Croației.

## Câștigători ai tricoului galben Sportske Novosti
| Anul | Fotbalist         | Club                 |
| ---- | ----------------- | -------------------- |
| 1992 | Goran Vučević     | Hajduk Split         |
| 1993 | Goran Vlaović     | Croatia Zagreb       |
| 1994 | Mladen Mladenović | NK Rijeka            |
| 1995 | Robert Špehar     | NK Osijek            |
| 1996 | Igor Cvitanović   | Croatia Zagreb       |
| 1997 | Igor Cvitanović   | Croatia Zagreb       |
| 1998 | Mario Bazina      | Hrvatski Dragovoljac |
| 1999 | Miljenko Mumlek   | Varteks              |
| 2000 | Ivan Bošnjak      | Cibalia              |
| 2001 | Boško Balaban     | Dinamo Zagreb        |
| 2002 | Ivica Olić        | NK Zagreb            |
| 2003 | Ivica Olić        | Dinamo Zagreb        |
| 2004 | Niko Kranjčar     | Dinamo Zagreb        |
| 2005 | Mladen Bartolović | NK Zagreb            |
| 2006 | Eduardo           | Dinamo Zagreb        |
| 2007 | Eduardo           | Dinamo Zagreb        |
| 2008 | Luka Modrić       | Dinamo Zagreb        |
| 2009 | Mario Mandžukić   | Dinamo Zagreb        |
| 2010 | Senijad Ibričić   | Hajduk Split         |

Sursa: Nogometni-magazin.com